# Seno de Reloncaví
El Seno de Reloncaví  es un extenso cuerpo de agua localizado en el océano Pacífico en la región austral de Chile. Se abre hacia el norte del golfo de Ancud entre las puntas Perhue y Trentelhué, mide 24 nmi en dirección N-S por 17 nmi de E a W., en su lado este se halla el estuario de Reloncaví de 30 nmi de largo. Marca el fin del valle central y se considera el inicio geográfico de la Patagonia chilena. Administrativamente depende de la Región de Los Lagos. Baña las costas de las provincias de Chiloé, Llanquihue y Palena.
(Ramón Serrano Montaner en la sección "Observaciones" al comienzo de a su Derrotero del Estrecho de Magallanes, Tierra del Fuego i Canales de la Patagonia (1891) explica la confusión en Chile para designar los brazos de mar que se internan en tierra sin atravesarla, que en castellano no tienen nombre común aceptado. A veces, explica, se les llama fiordo, otras estuario, a menudo seno y pero también esteros, prefiriendo él el de estero por ser el más usado en Chiloé. Luis Risopatrón les aplica el mismo nombre genérico, ejemplo mapa de la zona de Puerto Montt, pero el Instituto Geográfico Militar de Chile les llama fiordo, ejemplo mapa de la zona del fiordo Aysén)

## Ubicación
El seno de Reloncaví se extiende entre los siguientes límites:
- Por el norte: desde el extremo sur del canal Tenglo y la costa continental de la provincia de Llanquihue hasta la punta Quillaipe.
- Por el este: la costa continental, entre las puntas Quillaipe y Trentelhué, de las provincias de Llanquihue y Palena con el gran estuario de Reloncaví que se interna en ellas por 30 nmi.
- Por el sur: la boca que se abre entre la punta Perhue de la isla Puluqui y la punta Trentelhué de la costa continental de la provincia de Palena más las islas Queullín y Nao.
- Por el oeste: la costa continental de la provincia de Llanquihue desde la cuadra del extremo sur del canal Tenglo hasta la punta Perhue de la isla Puluqui, más las islas Maillen, Huar y Puluqui.

Es de forma elíptica, mide 24 nmi en dirección N-S por 17 nmi de E-W. En su lado oriental se abre el estuario de Reloncaví que se interna en el continente por 30 nmi. En el lado occidental se ubican cuatro islas: Tenglo, Maillen, Huar y Puluqui. Los únicos puntos por los cuales se comunica el seno con el golfo de Ancud  son los pasos Nao, Queullín y Tautil.

## Geología y orografía
Tanto el seno de Reloncaví como los golfos de Ancud y Corcovado son las cuencas de grandes lagos que, en época remota, formaron parte del valle central que luego se hundió por trastornos geológicos siendo invadidos por las aguas del océano dando origen a gran cantidad de islas, fiordos y canales.
La cordillera de los Andes se muestra como un relieve deprimido cuyas mayores altitudes corresponden a volcanes de alrededor de 2000 m s. n. m.; como el Puntiagudo 2493 m, Osorno 2652 m, Calbuco 2015 m, Michinmahuida 2440 m y Corcovado 2290 m.

## Climatología
La temperatura no presenta cambios bruscos y su amplitud anual es pequeña. Las estaciones pueden reducirse a solo dos: verano e invierno. 
La región se encuentra al sur del anticiclón del océano Pacífico sureste por lo tanto la presión desciende muy rápidamente en dirección a la zona de perturbaciones del frente Polar Austral.
La variación media anual de la temperatura es de 5 a 8 °C. Enero y febrero son los meses más cálidos y julio y agosto los más fríos. El invierno es largo, pero no muy frío, en verano la temperatura casi nunca sobrepasa los 20 °C. Por su posición respecto al anticiclón del Pacífico sureste los vientos son mucho más variables que en las zonas norte y central del país.
Los siguientes signos señalan la proximidad de un temporal: descenso rápido del barómetro, el cielo comienza a cubrirse, pero las tierras lejanas se hacen nítidamente visibles, en los puertos la altura de las olas aumenta y se experimenta un pequeño oleje que viene del norte. El intervalo de tiempo entre estos signos y la llegada del temporal varía según la latitud.

## Oceanografía
La onda de marea a lo largo de la costa de Chile avanza de norte a sur; al llegar a la isla Grande de Chiloé se divide en dos, una que entra por el canal de Chacao y la otra por la boca del Guafo, encontrándose ambas a la altura de las islas Desertores y en el extremo NW del golfo de Ancud al SE de la punta Tres Cruces.
En las costas del seno, cada día se observan generalmente dos pleamares y dos bajamares, muy desiguales principalmente respecto a la altura de las pleamares, en verano la diurna es más alta y en invierno es lo contrario. La amplitud de las mareas varía entre 3 y 7 m .
Bajo ciertas circunstancias las corrientes y los vientos producen violentos remolinos y escarceos que se conocen como «rayas de marea». Estas rayas son muy peligrosas para las goletas y embarcaciones sin cubierta propulsadas a vela o remo. En el seno se forman las siguientes: la raya de Perhué, la raya de Nao, la raya del banco San José y la raya de la punta Redonda. Los navegantes también deben estar atentos de ser arrastrados por las corrientes de marea  que tiran hacia adentro y afuera del golfo.
Se han observado fenómenos de refracción que ayudan a predecir el tiempo. La aproximación de un temporal está indicada por un descenso brusco del barómetro, la temperatura aumenta, el cielo comienza a cubrirse y las tierras distantes se vuelven anormalmente visibles, los árboles pueden verse nítidamente a más de 5 nmi.
En la isla Queullín la proximidad de la llegada de un mal tiempo es indicada cuando entre la bruma y hacia el valle del río Coihuín se divisa una ancha abertura, «la puerta de Coihuín». En la ciudad de Puerto Montt cuando se divisan el morro Hornos, los cerros de Lenca y otros hacia el sur como si estuvieran muy cerca y se ven en detalle.  
Fuera de los bancos Coihuín, Pucarí y San José, no hay otros peligros para la navegación. Sus aguas son muy profundas llegando en algunos sectores a los 500 metros. En la vecindad de los bancos crecen grandes manchas de sargazos y en distintas partes se ven manchas sueltas que son arrastradas por los vientos y las corrientes.

## Flora y fauna
La costa continental que contornea el golfo está cubierta casi en su totalidad por una vigorosa y espesa vegetación. En las islas esta vegetación es notablemente menos tupida.

## Economía
Puede leer sobre la economía del seno y la región en Archipiélago de Chiloé#Cultura.

## Historia
La historia del seno se puede extraer de la lectura del artículo Historia de Chiloé. El nombre Reloncaví puede venir de (del Mapudungún: Relun-kawin ‘Reunión de valles’).
En el diario El Llanquihue se puede leer un artículo relacionado con los conchales.

## Descripción del sector norte

### Canal Tenglo
Mapa del canal
Corre entre la costa continental y el lado occidental de la isla Tenglo. Mide 3 nmi de largo y 2 cables de ancho medio, que en su parte más angosta se reduce a solo 1 cable. Su fondo es muy disparejo y navegable por naves de un calado máximo de 5 metros. En el extremo SW tiene un banco de piedras, algo saliente y con rocas sumergidas. Su navegación tiene dificultades pues por su fondo disparejo debe ser navegado de acuerdo a la marea, por ello es obligatorio la asistencia de un práctico para maniobrar en él.
Las dos riberas del canal están habitadas, el sector de Angelmó tiene mucha población de pescadores e industriales con depósitos de madera. En el acceso oriental tiene 4 balizas luminosas. Dos cables aéreos lo cruzan, no tienen señalización y su altura mínima con marea alta es de 40 metros. En su sector NE se encuentra la caleta Angelmó que constituye el puerto comercial de la bahía Puerto Montt. Las obras portuarias están ubicadas en la entrada NE del canal. Tiene un muelle de 320 metros de largo con dos sitios de atraque para naves de hasta 170 metros de eslora y 7 metros de calado. Al oeste del puerto existe un terminal para naves Roll on roll off.

### Isla Tenglo
Mapa de la isla
Emplazada en el sector NW del seno de Reloncaví a corta distancia de la costa continental. Mide 2¾ nmi de largo en dirección NE-SW por 4 cables de ancho. Es el extremo oeste de la bahía de Puerto Montt. Su parte más alta está en el extremo norte donde se eleva 83 metros. El canal Tenglo que la separa del continente tiene sondas de 4 a 2 metros en su parte más angosta. Desde su punta NE se extiende el bajo Tenglo por 1½ cables en el que se sondan 5 metros. Está muy poblada y tiene numerosos campos cultivados.

### Bahía Puerto Montt
Mapa de la bahía
Ubicada en el sector NNW del seno de Reloncaví, se extiende desde la punta Peñas de la costa continental por el oriente hasta el extremo sur del canal Tenglo por el occidente. Se puede dividir en dos secciones, la oriental en la que se encuentra la ciudad de Puerto Montt y la sección occidental donde se encuentra el canal Tenglo y la caleta Angelmó con su puerto comercial.

### Puerto Montt
Mapa del puerto
Está localizado entre la punta Peñas y el cabezo NE del canal Tenglo. Mide 2 nmi de boca por 8 cables de saco. Es llamado puerto exterior o puerto viejo. En él se encuentra la ciudad de Puerto Montt. Existen varias marcas notables de antenas de radio, estanques de petróleo, estación de ferrocarril y un faro automático.
Posee varios muelles: del frigorífico o ganadero, del ferrocarril, dársena y muelle de pasajeros. Entre los muelles del ferrocarril y del frigorífico existen dos terminales petroleros que cuentan con boyas y balizas de enfilación. En su rada exterior pueden fondear naves de cualquier porte. En verano domina el viento del sur que levanta una marejada gruesa que impide el tráfico de embarcaciones menores. 
En él está situada la ciudad de Puerto Montt, fundada en 1853 y que fue el centro de la colonización alemana de la zona. Posee numerosas industrias, edificios públicos, hospitales y un aeródromo comercial. Al norte queda el hermoso balneario de Puerto Varas.

### Punta Quillaipe
Mapa de la punta
Según el Derrotero está situada en L:41°33′0″ S. G:72°46′0″ O. en el sector noreste del seno de Reloncaví. Es de altura mediana, escarpada y despide muchas rocas en su alrededor. Hacia el sur despide un farallón de color blanco muy notable.

## Descripción del sector este

### Estuario de Reloncaví
Mapa del estuario
Situado en el sector E del seno de Reloncaví su entrada de 1½ nmi de ancho se abre entre los cerros Hornos y Chico. Es un profundo brazo de mar que se interna en el continente por 30 nmi, las primeras 14 nmi en dirección ENE y luego en dirección NNE. Sus costas son rocas escarpadas; ambas riberas están plagadas de cerros bastante altos que descargan hacia el estuario muchas cascadas. Sus aguas son profundas y limpias con lecho de fango. Cerca de la costa se alza el volcán Yates de 2111 metros y otros picos muy elevados. Ríos como el Petrohué, Cochamó, Puelo y Blanco vacían sus aguas en él. 
Los vientos del 3° y 4° cuadrante penetran con mucha violencia levantando fuertes marejadas. Los vientos fuertes del 3° cuadrante impiden la navegación en su entrada. Se advierte que para navegarlo se debe estar muy atento al estado del tiempo.

### Bahía Cochamó
Mapa de la bahía
Localizada en la ribera este del estuario de Reloncaví, 9 nmi al norte de la desembocadura del río Puelo. Se forma entre las puntas Serapio y Relonhué. Tiene 1¾ nmi de boca por 1¼ nmi de saco. En el sector oriental de la bahía desemboca el río Cochamó. Un faro automático sirve para ubicar la punta Relonhué. El fondeadero, situado en su sector norte, tiene lecho de fango y una profundidad de 44 metros.

### Bahía Ralún
Mapa de la bahía
Emplazada donde termina el estuario de Reloncaví. Tiene forma casi circular de 2 nmi de diámetro. En su sector SW hay un fondeadero en 30 metros de agua fondo de fango para naves de pequeño porte. En la costa norte hay un faro automático. El río Petrohué desemboca en la costa NW de la bahía. Hacia el NE de su ubicación, a 40 kilómetros, se alza el cerro de tres picos llamado monte Tronador de 3470 metros de alto y que es el macizo más notable de toda esta región.

### Punta Trentelhué
Mapa de la punta
Situada según el Derrotero en L:41°55′0″ S. G:72°53′0″ O. Marca el inicio norte de la costa continental oriental del golfo de Ancud. Es baja y boscosa. Despide hacia el NW una restinga de arena y piedras, de 20 metros de ancho, que en la bajamar une la costa con la isla Nao.

## Descripción del sector sur

### Isla Puluqui
Mapa de la isla
Situada al este de las islas Calbuco y Chidguapi. Es la más extensa de las islas de esta zona. Mide 9 nmi de largo en dirección NW-SE por un ancho muy variable que en su parte sur alcanza las 3¾ nmi. Su extremo norte lo forma la punta San Ramón, el oriente la punta Perhué que tiene un monolito, el extremo sur la punta Tranca y por su costado occidental las puntas Lolcura, San Ramón y Llancacheo. Su parte oriental es más alta que la occidental, encumbrándose en algunos lugares sobre los 100 metros.

### Punta Perhue
Mapa de la punta
Es el extremo SE de la isla Puluqui. Muy baja y estrecha. Formada por arena y guijarros aloja algunos árboles aislados que se ven desde gran distancia como si estuvieran plantados en el agua. Cerca de la punta las aguas son profundas, pero el viento y las corrientes forman rayas de las que hay tener precaución.

### Paso Queullín
Mapa del paso
Se forma entre la punta Perhue de la isla Puluqui y la punta Huin de la isla Queullín. Mide 2¼ nmi de ancho. Es de aguas profundas y sin peligros para la navegación de todo tipo de naves. Peligroso para las embarcaciones sin cubierta cuando el viento se opone a la marea porque se forma una raya muy peligrosa. La amplitud de la marea alcanza a 5 metros. Las corrientes varían entre 3 nudos en la vaciante y 5 nudos en sicigias. Este paso es el más recomendable de los que comunican el golfo de Ancud con el seno de Reloncaví.

### Isla Queullín
Mapa de la isla
Ubicada al ESE de la punta Perhue de la isla Puluqui separadas por el paso Queullín. Mide 2 nmi en dirección NW-SE por 1¼ de ancho. Su extremo noreste lo forma la punta Martín, el extremo sureste la punta Cola y el extremo noroeste la punta Huín. La punta Huín despide una restinga la que está señalizada por un faro automático. Al ESE de la punta Cola se ubica la punta Trentelhué de la costa continental quedando entre ellas el paso Nao.

### Paso Nao
Mapa del paso
Se forma entre la isla Nao y la isla Queullín. Tiene ½ nmi de ancho y profundidades para que lo navegue todo tipo de buque. Las mareas producen un corriente máxima de 3 nudos, cuando el viento es en contra se produce una raya en la superficie del agua.

### Isla Nao
Mapa de la isla
Localizada al NW de la punta Trentelhué de la costa continental. Es muy pequeña y de forma circular, tiene 2000 metros de perímetro. En el lado norte tiene su mayor altura, 25 metros. En el sector sur tiene un bosque visible desde unas 5 nmi. El paso Nao la separa de la isla Queullín. Sus playas están repletas de mariscos.

## Descripción sector oeste

### Isla Maillen
Mapa de la isla

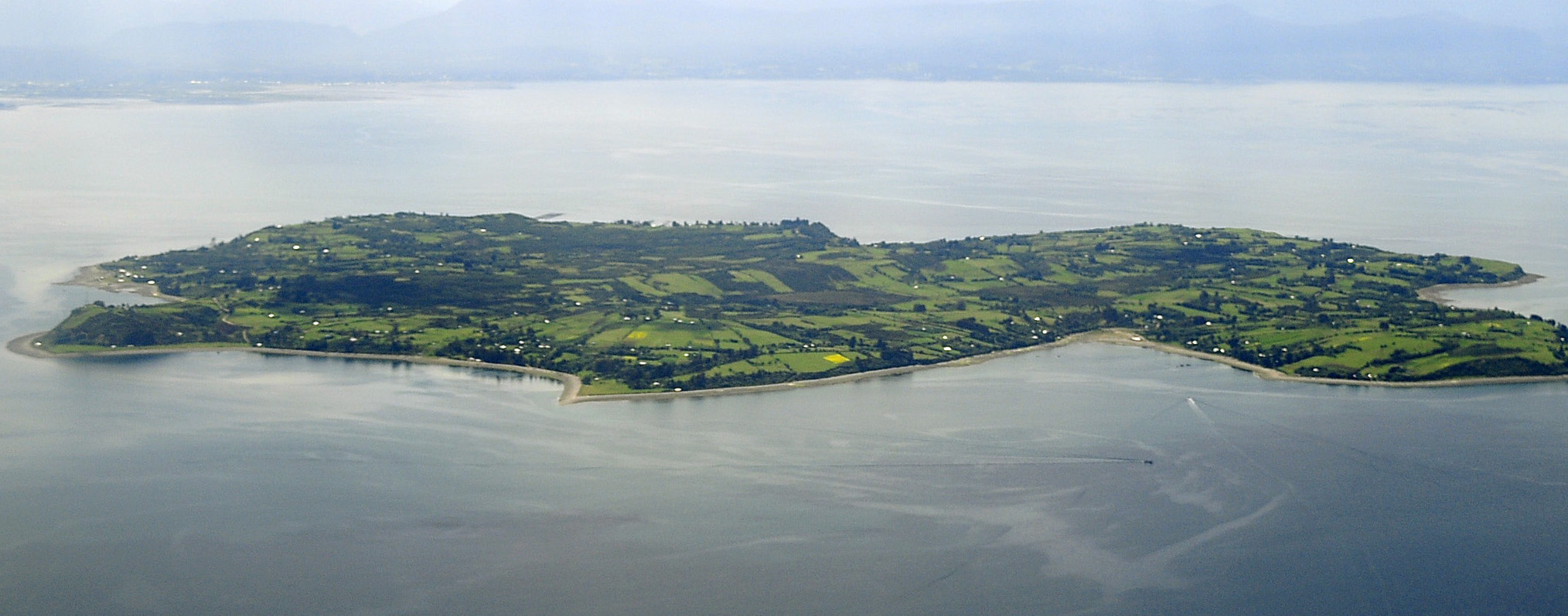
Isla Maillen

Ubicada ¾ nmi al este de la punta Panitao en el sector NW del seno de Reloncaví. Mide 2½ nmi en dirección NNE-SSW por 3⅓ nmi en el eje E-W. De relieve ondulado y uniforme, alcanzando 58 metros de alto en su costa occidental y 64 metros en la oriental. Sus playas son de arena, guijarros y grandes bloques erráticos de diorita. Sus costas no presentan peligros para el navegante. 
El extremo NE lo forma la punta Puyelcón, el extremo E la punta San Pedro, el extremo S la isla Capehuapi, el extremo W la punta Surgidero y el extremo NW la punta Puchegui. La isla Capehuapi es muy pequeña y separada por un canalizo de 4 cables de ancho en pleamar, inútil en bajamar hasta para embarcaciones menores.

### Isla Guar
Mapa de la isla
Situada 3⅓ nmi al sur de la isla Maillen y separada de la costa continental por el paso Guar. Mide 5½ nmi de E-W por 5 nmi de NNW-SSE. Su relieve llega a 80 metros de alto en su lado occidental. Está recortada por dos esteros, Chipué y Chauqui, que se internan profundamente en ella. Está muy poblada y se aprecian  múltiples campos cultivados entre los bosques que la cubren.
Su extremo norte lo constituye la punta Alta, el noreste la punta Cuervos, el oriente la punta Redonda, el sureste la punta Blanca, el extremo sur la punta Corral Grande y el extremo occidental la punta Chucahué. Casi pegada a la punta Alta está la pequeña isla Malliña que tiene un faro automático; en la punta Redonda también hay un faro automático. En el extremo NW de la isla está la pequeña caleta Alfaro. En la entrada del estero Chipué hay un buen fondeadero para naves hasta de porte mediano. Entre la punta Redonda y los farallones de Colcura, ubicados en la entrada del estuario de Reloncaví, normalmente se observa una raya de escarceo en la que se sondan 64 metros.

### Paso Tautil
Mapa del paso
Ubicado entre el extremo NW de la isla Tautil y la punta San Ramón de la isla Puluqui. Tiene un ancho navegable de 2 cables y una menor profundidad de 7,5 metros. La amplitud de la marea varía entre 3,5 y 6,7 metros y las corrientes de marea van desde 1 a 3 nudos. No presenta peligros para la navegación de todo tipo de nave.